# Први витез
Први витез (енгл. First Knight) је историјско-драмски филм из 1995. године, режисера Џерија Закера, заснован на легенди о краљу Артуру. Главне улоге у филму тумаче Шон Конери, Ричард Гир, Џулија Ормонд и Бен Крос. Радња прати Ланселота који постаје витез на Артуровом двору, али његова верност краљу долази у питање због љубави према краљевој вереници Гиневри.
Успркос солидном комерцијалном успеху, и томе што је настојао да се разликује од осталих обрада артуријанских легенди изостављањем фантазијских елемената, Први витез је наишао на помешане или негативне критике, углавном везане за лош одабир главних глумаца.

## Радња
Краљ Артур од Камелота, победник у свим својим ратовима, посветио је своју владавину унапређењем правде и мира и сада жели да се ожени. Међутим, Малагант, бивши витез Округлог стола, жели престо за себе.
Ланселот, луталица и вешт мачевалац, бори се у малим селима за новац. Своју вештину приписује недостатку бриге да ли ће живети или умрети. Гиневра, млада владарка Лионеса, одлучује да се уда за краља Артура из дивљења према њему и ради сигурности од Малаганта, који хара локалним селима претварајући се да „одржава законе”.
Док путује, Ланселот пролази поред Гиневрине кочије на путу за Камелот и квари Малагантову заседу која је намеравала да је киднапује. Он се заљубљује у њу, али она га одбија. Иако Ланселот подстиче Гиневру да следи своје срце, она остаје везана дужношћу. Након тога се поново налази са својом пратњом.
Касније, Ланселот стиже у Камелот и успешно прелази стазу са препрекама желећи награду у виду Гиневриног пољупца, али јој уместо тога само љуби руку. Такође осваја публику заједно са њеним будућим мужем, Артуром. Импресиониран његовом храброшћу и запањен његовом лакомисленошћу и слободоумношћу, показује му Округли сто, који симболизује живот служења и братства, и упозорава га да је човек „који се ничега не боји, човек који ништа не воли”.
Те ноћи, Малагантове присталице стижу у Камелот и киднапују Гиневру. Везана је и одведена у његово скровиште, где је држи као таоца. Ланселот полази за њом, представљајући се као гласник Камелота. Захтева да види Гиневру живу пре него што пренесе поруку, а затим савладава стражаре и бежи са њом. Ланселот још једном покушава да освоји њено срце, али безуспешно. На повратку јој открива да је остао сироче и бескућник након што су разбојници напали његово село, и да од тада лута.
У знак захвалности, Артур нуди Ланселоту место витеза Округлог стола. Упркос противљењу осталих витезова (који су сумњичави према његовом положају) и Гиневре (која се бори са својим осећањима према њему) он прихвата и заузима Малагантово место за столом, говорећи да је нашао нешто до чега му је стало.
Артур и Гиневра се касније венчавају. Међутим, стиже гласник из Лионеса, са вестима да их је Малагант напао. Артур води своје трупе до Лионеса и успешно побеђује Малагантове снаге. Ланселот осваја поштовање осталих витезова својом јунаштвом у борби. Такође учи да прихвати Артурову филозофију, дирнут невољом сељана.
Ланселот, осећајући се кривим због својих осећања према краљици и одан Артуру, приватно јој најављује да ће отићи. Пошто није могла да поднесе помисао на његов одлазак, она га коначно замоли за пољубац. Њих двоје се страствено грле, баш у тренутку када краљ наиђе. Иако Гиневра воли и Артура и Ланселота − иако на различите начине − са Ланселотом је оптужена за издају. Отворено суђење на великом тргу Камелота прекида изненадни напад Малаганта, који је спреман да спали Камелот и убије Артура ако му се не закуне на верност.
Уместо да се покори, Артур заповеда својим поданицима да се боре, а Малагантови људи га упуцају из самострела. Следи битка и Ланселот и Малагант се суочавају. Разоружан, Ланселот хвата Артуров пали мач и убија Малаганта, који пада мртав на престолу који је тако желео. Људи из Камелота добијају битку, али Артур подлеже ранама.
На самрти, он именује Ланселота за свог наследника и тражи од њега да се брине о Камелоту и Гиневри. Филм се завршава чамцем за погребну ломачу који носи Артурово тело, како плута у море.

## Улоге
| Глумац             | Улога        |
| ------------------ | ------------ |
| Шон Конери         | краљ Артур   |
| Ричард Гир         | Ланселот     |
| Џулија Ормонд      | Гиневра      |
| Бен Крос           | Малагант     |
| Лијам Канингам     | сер Агравејн |
| Кристофер Вилијерс | сер Кеј      |
| Валентајн Пелка    | сер Патрис   |
| Колин Макормак     | сер Мадор    |
| Ралф Ајнесон       | Ралф         |
| Џон Гилгуд         | Освалд       |

## Зарада
- Зарада у САД - 37.600.435 $
- Зарада у иностранству - 90.000.000 $
- Зарада у свету - 127.600.435 $